# Bérénice Bourgueil
Pour les articles homonymes, voir Bérénice.
Natalie Dekegel, dite Bérénice Bourgueil, est une animatrice audiovisuelle et actrice belge, née le 13 décembre 1972. Elle est connue pour ses activités en Belgique sous le mononyme Bérénice.

## Biographie

### Jeunesse
Née Natalie Dekegel, d'un père soliste dans le Grand Orchestre symphonique de la RTBF, elle étudie le solfège pendant sept ans ainsi que le chant d'ensemble et la flûte traversière,.

### Carrière dans les médias

#### À la radio
En 1990, elle débute l'animation radio sur Chérie FM à l'âge de 19 ans,. Jean-Michel Zecca était déjà un de ses collègues. En 1992, Bérénice fait son entrée à Bel RTL en remplaçant momentanément une animatrice. Elle est inscrite à un casting et on lui confie une émission. À son arrivée à RTL, on lui demande de changer de nom avant une conférence de presse car il y avait déjà beaucoup de Nathalie sur RTL.
Par la suite, elle anime différentes émissions à succès : Les Grosses Têtes, Cette année-là, Beau Fixe, Départ Immédiat… Avec Michael Pachen, elle anime sur Bel RTL Duel.
Elle reste présente à la radio avec les émissions Mort de rires, Destination Disney, Tout le monde il est beau, tout le monde il est gentil, La Route des vacances, Le Triangle des Bermudas ou Superquiz,,,,.
Pendant l'été 2018, l'animatrice est aux commandes de RTL Petit matin en France sur les ondes de RTL. Après cette expérience matinale en France, Bel RTL lui confie les clés de la matinale, de 7h à 9h.
À l'été 2019, pendant les vacances, elle présente avec Bruno Guillon le jeu radiophonique : Le Grand Quiz de l'été, diffusé le matin sur RTL et Bel RTL.
D'avril 2020 à juin 2020, elle récupère la présentation de Système B avec Léon Lebouchon, l'après-midi après avoir cédée les clefs de La Matinale de Bel RTL à Sandrine Dans.
Pendant l'été 2020, elle continue d'aimer Le Grand Quiz de l'été avec Stéphane Rotenberg en juillet 2020 et avec Éric Jean-Jean en août 2020. À cette période, elle présente en alternance avec d'autres animateurs Un été en musique sur RTL du lundi au vendredi.
De septembre 2020 à juin 2021, elle retrouve Bruno Guillon à la présentation de Tout à gagner, du lundi au vendredi, de 11h30 à 12h30 sur RTL et Bel RTL.
En juillet 2021, elle retrouve la présentation du jeu Le Grand Quiz de l'été, toujours accompagnée de Stéphane Rotenberg sur les antennes belges et françaises de RTL,. Elle cède sa place à Virginie Guilhaume pour le mois d'août.
Une page se tourne dans sa carrière en août 2021, puisqu'elle quitte RTL Belgium après 30 années passées dans l'entreprise belge. Elle est alors pressentie à la présentation de la matinale weekend d'Europe 1 qu'elle anime dès le 28 août,. Europe 1 modifie sa grille de programmation trois semaines plus tard et l'émission devient une tranche en codiffusion CNews / Europe1. Ceci a pour conséquence l'arrêt d'activité de l'animatrice de la matinale weekend. Le présentateur de CNews Thomas Lequertier hérite donc du créneau matinal. Bérénice est susceptible d'animer une nouvelle émission sur la station. 
En octobre 2021, elle débute l'animation d'un divertissement sur Europe 1 intitulé C'est arrivé près de chez vous le samedi après-midi,. Pour la saison 2022/2023, l’émission change de case horaire et est diffusé de 15h00 à 16h00, toujours le samedi. Depuis septembre 2022, elle est la joker de Olivier Delacroix à la présentation de la Libre antenne du lundi au jeudi de 23 h à 1 h sur Europe 1. Du 10 juillet au 25 août 2023, elle présente la déclinaison quotidienne de C’est arrivé près de chez vous, du lundi au vendredi, de 16h à 18h. Elle quitte la station après avoir présenté sa dernière émission. 
Du 26 décembre 2023 au 5 janvier 2024, elle retrouve l'antenne de Bel RTL, où elle présente La bonne année avec son fils. À la rentrée 2024, elle fait son retour hebdomadaire sur l'antenne de bel RTL avec la présentation de La vérité si je mens les vendredis entre 8h30 et 11h.
Elle fait son retour sur RTL à l'été 2025 en animant La Bonne Touche de l'été du 28 juillet au 22 août.

#### À la télévision
Au début des années 1990, elle assure les voix off sur la chaîne sportive Eurosport de la RTBF.
Sur RTL TVI, elle participe à l'émission de débat Balle au centre en 1993 au côté de Hervé Meillon qui lui fait découvrir le direct qu'elle apprécie.
En 1997, elle co-anime M6 Boutique sur M6 avec Pierre Dhostel.
En 1999, elle était un temps chroniqueuse dans l’émission Ça alors ! au côté de Nancy Sinatra, Jean-Michel Zecca, Sandrine Dans ou Sandrine Corman.
Entre 2004 et 2006, elle présente Le Mot gagnant en alternance avec Agathe Lecaron et Nathalie Winden.
En 2006 et 2007, Bérénice a présenté les chroniques internet et second plan dans Les Enfants de la télé d'Arthur. Cette expérience a duré un an et demi. À la suite de la participation de Estelle Lefébure à l’émission VIP et à la rencontre de Salvatore Anzalone, tourneur du spectacle d’Arthur, elle a un contact téléphonique avec celui-ci avant de le rencontrer lors de son spectacle. Il demande de lui envoyer des images de ses prestations télévisées. Arthur lui téléphone alors pour l'engager.
Elle fait son retour à la télévision en 2011 en animant la capsule de X Factor sur les écrans de RTL TVI puis en mars 2012 et Club RTL à la présentation de Moteurs avec Didier de Radiguès. Début 2013, elle participe à une publicité pour le papier toilette de marque Scottex. En 2016 et 2017, elle est chroniqueuse sur le talk show De quoi je me mêle !,.
À partir du 10 octobre 2021, elle présente Vitamine C au côté de Michel Cymes sur France 2. Cette émission est un jeu consacré à la santé où deux équipes de célébrités s'affrontent. Le jeu s'arrête fin 2021.
Depuis janvier 2024, elle est la voix-off de la nouvelle version de l’émission Place royale.

### Carrière dans la comédie
Elle joue en 2003 aux côtés de François Pirette et Agathe Lecaron dans la pièce La Bonne Planque,. En 2007, elle joue face à Jean-Michel Zecca Ils s'aiment, une pièce écrite par Pierre Palmade et Muriel Robin,. Dans une mise en scène par Amandine Rajau, elle joue dans Arrête de pleurer Pénélope avec Amandine Rajau et Julie Taton, fin 2009 et fin 2010. Bérénice et Jean-Michel Zecca reprennent du service pour la pièce Ils se sont aimés mise en scène par Olivier Leborgne,. Elle joue en 2016 aux côtés d'Olivier Leborgne dans Dans la peau de ma femme.
Sous le nom de Bérénice Bourgueil, elle joue en 2008 dans la série télévisée Adresse inconnue sur France 3 et dans Qui est là ?, programme court visible sur l’application iPhone et iPad avec Benoît Poelvoorde,,,.
En 2023, elle joue avec Benoit Poelvoorde et de nombreux artistes invités dans Smartphone, une pastille humoristique d’une centaine d’épisodes de quelques minutes, diffusée juste avant le RTL Info 19H.

## Émissions

### Radio
- Années 1990 : Les Grosses Têtes sur Bel RTL (meneuse de jeu)
- 2004 : La Matinale sur BXL (co-animatrice avec Marc Ochinsky)
- 2000-2011 : Départ immédiat sur Bel RTL (co-animatrice avec Jean-Michel Zecca)
- 2006-2009 : Duel sur Bel RTL (co-animatrice avec Michael Pachen)
- Eté 2010 : Tout le monde il est beau, tout le monde il est gentil sur Bel RTL
- 2010-2011 : Beau Fixe sur Bel RTL (co-animatrice avec Jean-Michel Zecca)
- 2011-2012 : Cela ne nous regarde pas sur Bel RTL (chroniqueuse)
- Etés 2012 à 2017 : La Route des vacances sur Bel RTL (co-animatrice avec Ingrid Franssen)
- 2013-2014 : Mort de rires sur Bel RTL (animatrice)
- Noël 2015 : Dingo Disney sur Bel RTL (co-animatrice avec Michael Pachen)
- 2017-2018 : Superquiz sur Bel RTL (animatrice)
- Eté 2018 : RTL Petit Matin sur RTL (animatrice)
- 2018-2020 : La matinale sur Bel RTL (animatrice)
- Eté 2019 : Le Grand Quiz de l'été sur RTL (co-animatrice avec Bruno Guillon)
- Mars-mai 2020 : Système B sur Bel RTL (co-animatrice avec Léon Lebouchon)
- Eté 2020 et 2021 : Le Grand Quiz de l'été sur RTL (co-animatrice avec Stéphane Rotenberg puis Eric Jean-Jean)
- 2020-2021 : Tout à gagner sur RTL et Bel RTL (co-animatrice avec Bruno Guillon)
- Septembre 2021 : Europe Matin Week-end sur Europe 1 (animatrice)
- 2021-2023 : C'est arrivé près de chez vous sur Europe 1 (animatrice)
- 2022-2023 : Libre antenne sur Europe 1 (joker, animatrice)
- Noël 2023 : La bonne année sur Bel RTL (co-animatrice avec Tom Bourgueil)
- Depuis août 2024 : La vérité si je mens sur Bel RTL
- Noël 2024 : La Route des Vacances sur Bel RTL (co-animatrice avec Tom Bourgueil)

### Télévision
- 1993 : Balle au centre sur RTL TVI (chroniqueuse)
- 1996 : Clip Party sur RTL TVI (animatrice)
- 1997 : M6 Boutique sur M6 et La Boutique sur RTL-TVI (co-animatrice)
- 1999 : Ça alors sur RTL TVI (chroniqueuse)
- 2004-2006 : Le Mot gagnant sur RTL TVI (animatrice)
- 2006-2007 : Les Enfants de la télé sur TF1 (chroniqueuse)
- 2012 : Moteurs sur RTL TVI et Club RTL (co-animatrice avec Didier de Radiguès)
- Depuis 2015 : Expedition Pairi Daiza sur RTL TVI (voix-off)
- 2016-2017 : De quoi je me mêle ! sur RTL TVI (chroniqueuse)
- 2021 : Vitamine C sur France 2 (co-animatrice avec Michel Cymès)
- Depuis 2024 : Place Royale sur RTL TVI (voix-off)

## Musique et loisirs
En 2003, elle sort un single, Eternity,,. Le titre tourne sur les radios belges francophones et se classe 15e de l'Ultratip. Elle a fait partie du groupe Quanta, aux côtés d'Agathe Lecaron, Nancy Sinatra et Sandrine Corman. Leur titre intitulé Ouvre ton cœur de Philippe Swan sort le 2 juin 2006. Il se classe à la 11e position des classements francophones cet été. Grande fan de sports moteur, elle est la première Belge à participer au rallye des Gazelles.

## Vie privée
Elle eut une relation avec le chanteur Frédéric Etherlinck, qui fut aussi le petit ami de Maria Del Rio. En 2005, Bérénice rencontre le Namurois Philippe Bourgueil, chef monteur proche du réalisateur Benoît Mariage, de Benoît Poelvoorde. Il a travaillé entre autres sur le film Podium. Elle devient maman en 2008 de Tom. Celui-ci a pour parrain Benoît Poelvoorde et pour marraine Agathe Lecaron. Le 13 mai 2013, elle donne naissance à sa fille Vanille dont le parrain est Jean-Michel Zecca,.